# لوگان تام
لوگان تام (به انگلیسی: Logan Tom) (زاده ۲۵ می ۱۹۸۱) در کالیفرنیا بازیکن و مربی والیبال اهل آمریکا و از پر افتخارترین والیبالیست‌های زن دنیا است. او چهار بار در المپیک حضور داشت. تام با بازی‌های قابل توجهش کمک کرد که ایالات متحده آمریکا مدال نقره المپیک پکن را کسب کند. تام دو دوره به عنوان بازیکن AVCA ملی سال آمریکا انتخاب شد.

## افتخارات
از دیگر افتخارات او می‌توان به بهترین بازیکن جام جفرسون، با ارزش‌ترین بازیکن جهانی ۲۰۰۴، بهترین دریافت کننده جام پان آمریکایی، بهترین بازیکن مسابقات جام یلتسین، امتیازآورترین بازیکن المپیک ۲۰۰۸، بهترین و با ارزشترین بازیکن جایزه بزرگ جهانی ۲۰۰۴، سه دوره برجسته‌ترین بازیکن مسابقات قهرمانی NCAA اشاره کرد.